# Succinea putris
Ambrette commune
Espèce
Succinea putris, l’Ambrette commune, est une espèce de petits escargots communs dans les zones humides et à proximité des cours d'eau en Europe et en Asie.
Une espèce voisine est l'Ambrette de Pfeiffer (Succinea pfeifferi) qu'on trouve en Europe, Asie et Afrique.
Elles peuvent toutes deux être porteuses de parasites,notamment de  Leucochloridium macrostomum (en), un proche parent du ver plat Leucochloridium paradoxum . Ces parasites, présents dans les excréments d'oiseaux, sont ingérés par les escargots au cours de leur alimentation. Ces vers se développent ensuite dans l'escargot et plus précisément dans ses tentacules oculaires, les faisant gonfler, pulser et devenir colorés. Le parasite prend alors le contrôle de l'escargot et le pousse à s'exposer en plein jour, à la vue des oiseaux. Attirés par les tentacules colorés et agités, ceux-ci les dévorent, permettant ainsi au cycle de recommencer.
Il est phylogéniquement classé dans la classe des Gastropoda, qui fait partie du phyllum Mollusca de l'ordre des  Pulmonata.

## Description
- 16 à 22 mm, atteignant 27 mm dans le bassin du Danube
- coquille mince et fragile, souvent translucide et légèrement cornée, de teinte brun pâle à orangée
- Durée de vie : environ 3 ans.

Il hiverne dans le sol ou sous les feuilles.

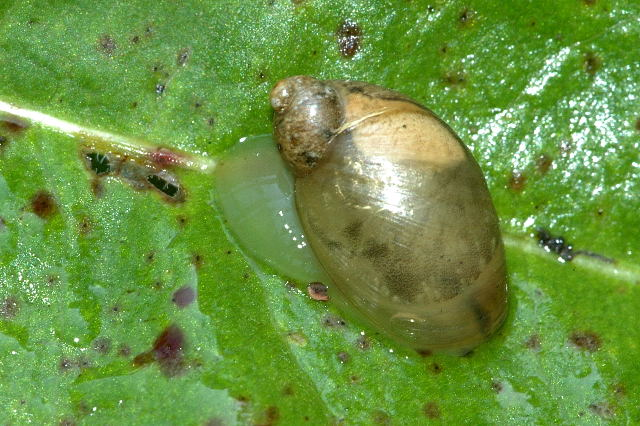
Succinea putris.
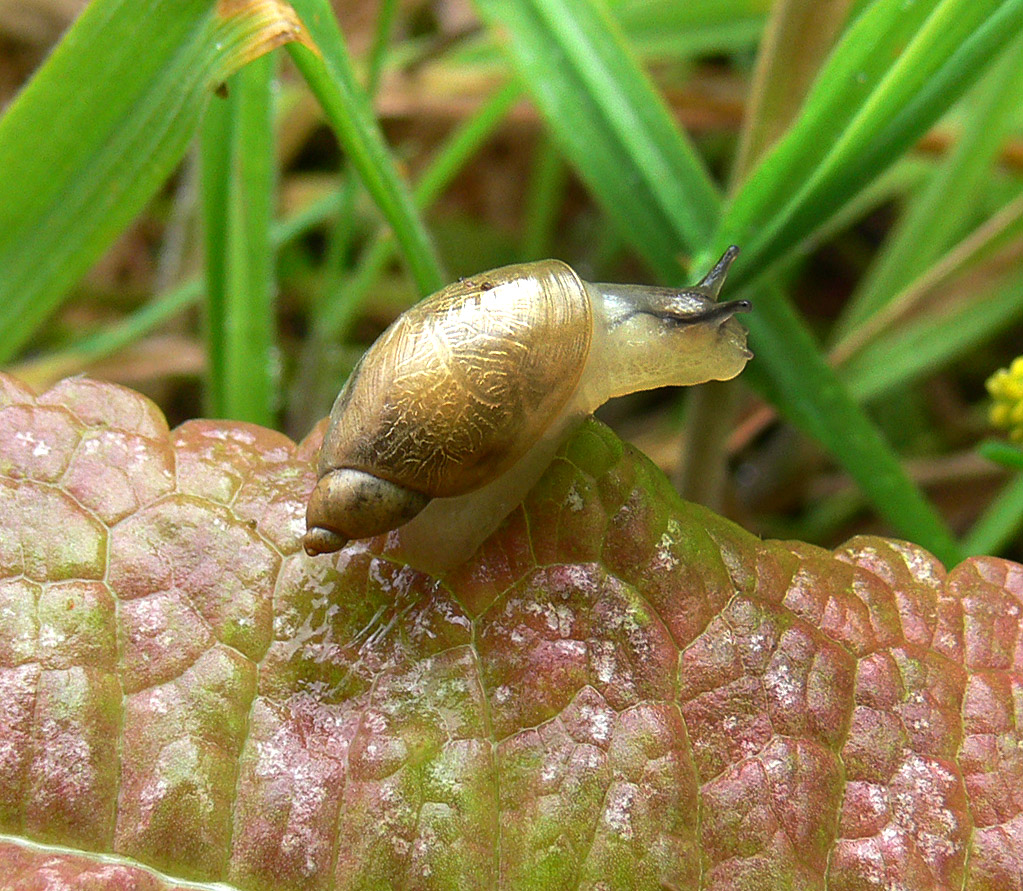
S. putris porteur du parasite Leucochloridium paradoxum. Vidéo réalisée en France dans le Marais Poitevin (commune de Benet, village d'Aziré, zone "la prise, marais Mouron") — voir sur le site geoportail.gouv.fr.
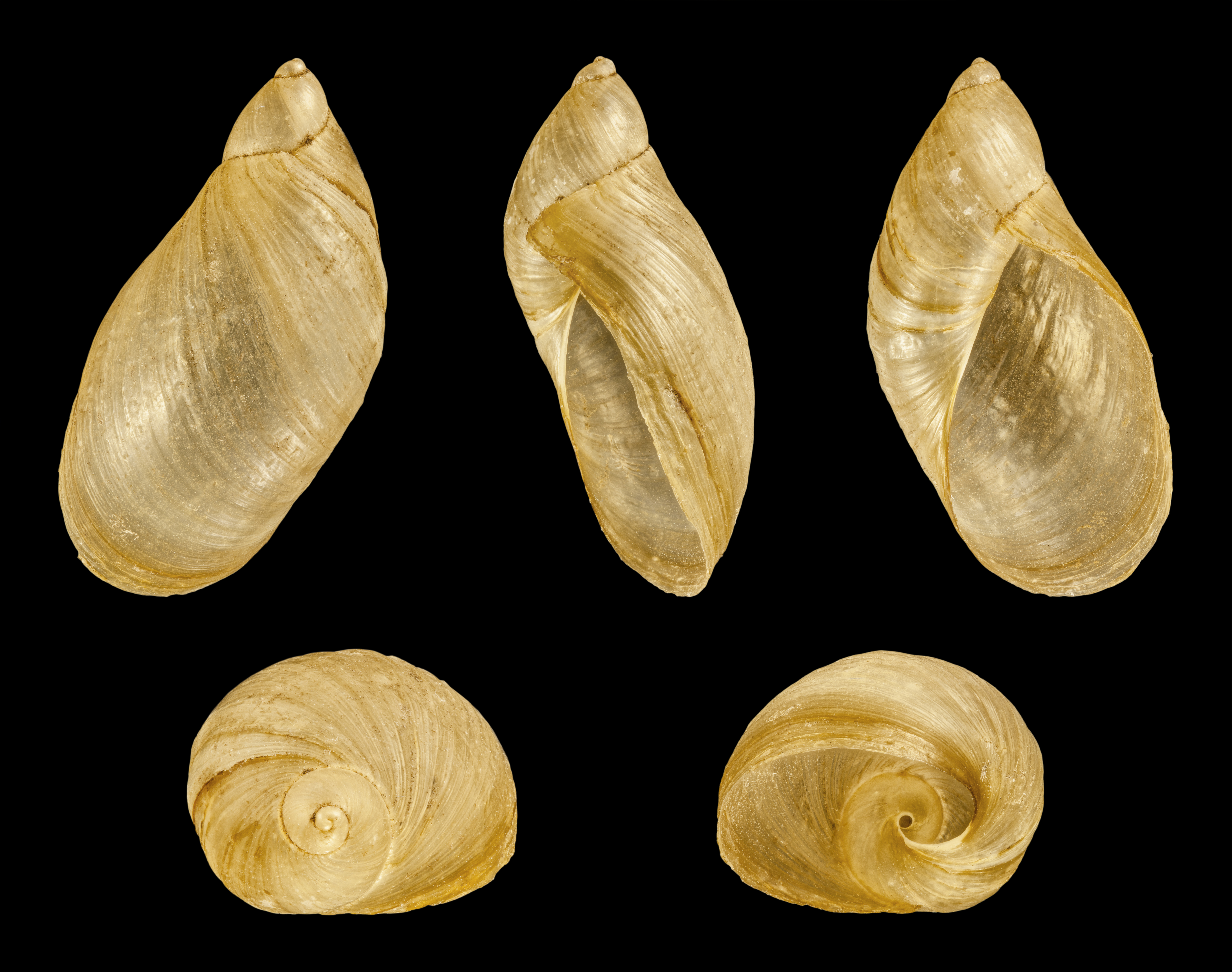
S. putris.
- Coquille de S. putris.

## Habitat
Il ne fréquente que les milieux où l'hygrométrie est élevée et on le voit plus facilement par temps humide ou pluvieux.
Il apprécie une végétation dense et haute sur sols saturés en eau, voire inondés (ripisylve, mégaphorbiaie).
On le trouve souvent à environ 30 à 50 cm de la surface du sol ou de l’eau.
Il peut cohabiter avec un petit escargot plus rare, Vertigo moulinsiana.

## Reproduction
Il est hermaphrodite, mais les gamètes mâles et femelles mûrissent à des époques différentes, ce qui implique un accouplement, qui se conclut par 50 à 100 œufs pondus au sol ou sur des feuilles ou bois morts humides.